# Bibost
Bibost ist eine französische Gemeinde mit 543 Einwohnern (Stand: 1. Januar 2022) im Département Rhône in der Region Auvergne-Rhône-Alpes. Sie gehört zum Arrondissement Villefranche-sur-Saône und zum Kanton L’Arbresle. 

## Geographie
Bibost liegt etwa 25 Kilometer westnordwestlich von Lyon in der Landschaft Beaujolais und gehört zum Weinbaugebiet Coteaux du Lyonnais. Umgeben wird Bibost von den Nachbargemeinden Savigny im Norden und Osten, Bessenay im Süden sowie Saint-Julien-sur-Bibost im Westen.

## Bevölkerungsentwicklung
| Jahr                       | 1962 | 1968 | 1975 | 1982 | 1990 | 1999 | 2006 | 2012 |
| Einwohner                  | 275  | 258  | 262  | 320  | 351  | 395  | 462  | 541  |
| Quellen: Cassini und INSEE |      |      |      |      |      |      |      |      |

## Sehenswürdigkeiten
- Kreuz Le Planin